# Famille de Chauveron
 (novembre 2021).
Si vous disposez d'ouvrages ou d'articles de référence ou si vous connaissez des sites web de qualité traitant du thème abordé ici, merci de compléter l'article en donnant les références utiles à sa vérifiabilité et en les liant à la section « Notes et références ».
La famille de Chauveron, anciennement Chauveron, est une famille subsistante de la noblesse française, originaire du Limousin.

## Histoire
La famille de Chauveron (Chouveyron en occitan), dont la filiation continue est établie depuis 1342, est une famille chevaleresque (sur preuves de 1383) originaire du Limousin, ayant essaimé en Périgord, Berry et Angoumois.
Elle a tenu au fil des siècles diverses seigneuries ou domaines dont en Haut-Limousin : le Dognon, Jourgnac, Laurière et Le Châtelard (Saint-Junien) ; en Basse-Marche : le Ris-Chauveron (Azat-le-Ris) et Mandrezat, en Périgord : Jaure, Dussac, la Combe, la Doussonie, Chassens, Creyssensac et Firbeix ; en Berry : La Motte sur Indre et le Puy-Doré, en Bas-Limousin : Puymège (Brive) ; en Angoumois : Saint-Séverin de Pavancelles, en Guyenne : Benquet (près Mont-de-Marsan).

## Personnalités
- Audouin Chauveron (~1340, ~1398), chevalier, docteur en droit, prévôt de Paris (1381)
- Pierre de Chauveron (1884, Paris, 1972, Paris), avocat, membre du conseil de l’Ordre de 1938 à 1945 ;
- Andrée de Chauveron (1890-1965) actrice, sociétaire honoraire de la Comédie-Française ;
- Philippe de Chauveron (1965), scénariste et réalisateur ;

On peut également citer :
- Jehan (~1310, ~1372)[1], jurisperitus, est la tige de la famille de Chauveron. Il fut procureur général et messager spécial (parmi six) nommé par Jeanne de Penthièvre, duchesse titulaire de Bretagne et vicomtesse de Limoges, pour s’opposer auprès du Prévôt de Paris Hugues Aubriot à la vente judiciaire de la vicomté (1368).
- Jehan II (~1345, ~1422)[1], frère du précédent, débuta en Cotentin une carrière militaire sous le connétable Du Guesclin en qualité d’écuyer, puis fut conseillé et chambellan du roi Charles VI et du duc de Berry, conseiller au Parlement de Paris, bailli de Macon et sénéchal de Lyon (1389) et finit sa carrière comme conservateur général des trêves pour le duché de Guyenne. Il avait acquis (1385) d’André de Naillac la terre du Ris (Basse-Marche) où il construisit une grosse tour qui se voit encore (Le Ris-Chauveron, Azat-le-Ris, H.-V.). Il était également seigneur de Dussac (Périgord) et de la Motte-sur-Indre (Berry)
- Antoine (1519, 1597)[2],[1], seigneur de Jourgnac et de Firbeix, capitaine d’une compagnie d’Ordonnance sous le prince de Carency (1569), chevalier de l’ordre du roi, député de la noblesse du Haut-Limousin aux États-généraux de Blois (1576).
- Bernard (~1534, 1599)[1], demi-frère du précédent, seigneur de Dussac. Henri de Navarre le prie d’assister à son mariage avec Marguerite de Valois (1572), le nomme gouverneur de Bergerac (1576), lui fait « don et octroi » (1577) du gouvernement du comté de Périgord et de la vicomté de Limoges et le nomme gentilhomme ordinaire de sa chambre. Henri de Navarre devint roi de France en 1589, sous le nom de Henri IV, après sa conversion au catholicisme. Redevenu catholique, Bernard de Chauveron reçoit de Catherine de Médicis le gouvernement de la place de La Réole (1590).
- Louis (1596, ~1655)[1], chevalier, seigneur de La Mothe-Chauveron (Berry), figure dans la montre de Cormery du 19 octobre 1616 sous le commandement de Gilles de Souvré, maréchal de France. Il succède à son beau-père Georges d’Aubusson-La-Feuillade, maréchal des camps et armées du roi, en qualité de sénéchal de la Basse-Marche en 1622.
- Anne-François (1725 Périgueux, 1799 Palma de Majorque)[1], marquis de Chauveron, seigneur de la baronnie de Saint-Séverin-de-Pavancelles (Angoumois), lieutenant du roi aux ville et château d’Angoulême, commandant dans la province d’Angoumois (1772), fut reçu aux honneurs de la Cour (1784). Il était cousin germain de Daniel Marie-Anne de Talleyrand-Périgord, grand-père du prince de Bénévent.

## Filiation
La descendance simplifiée de Jehan de Chauveron est la suivante, :
- Jehan Chauveron (~1310, ~1372), jurisperitus à Limoges, épouse Marguerite du Boschau
  - Audouin Chauveron (~1340, ~1398), chevalier, docteur en droit, prévôt de Paris (1381), épouse Galiane Vigier
  - Jehan II Chauveron (~1345, ~1422), chevalier, conseiller au Parlement de Paris, bailli de Macon et sénéchal de Lyon, seigneur du Ris.,De son mariage avec Marie Vigier, héritière du château de Dussac, naissent neuf enfants, dont :
    - Jean dit Antoine Chauveron de La Mothe (~ 1397-1477), seigneur de la Mothe-Chauveron (Berry), épouse Françoise du Bois.
      - Louis Chauveron (~1450, ~1517), seigneur de la Mothe-Chauveron, épouse Jeanne de Lentilhac.
        - Déodat Chauveron (~ 1485-1526), seigneur de la Mothe-Chauveron, conseiller au parlement de Paris, épouse Barbe de Malleville.
          - René Chauveron (~ 1519-1551), chevalier, seigneur de la Mothe-Chauveron, épouse Silvine Doré.
            - François Chauveron (~ 1538-1620), chevalier, seigneur de la Mothe-Chauveron, épouse Isabeau Le Berruyer.
              - Louis Chauveron (1596 -~ 1655), chevalier, seigneur de La Mothe-Chauveron, sénéchal de la Basse-Marche en 1622[3].

    - Pierre Chauveron (~ 1399-1477), seigneur de Dussac, épouse Isabeau de Pierrebuffière
      - Robert Chauveron (~1445, ~1499), seigneur de Dussac, épouse Marguerite de Gontaut-Biron
        - Pierre de Chauveron (1491-?), seigneur de Dussac et de Jourgnac, épouse (1) avant 1513 Dauphine Jehan de Jourgniac puis (2) en 1533 Isabeau de Ségur de Pardaillan
          - (1) Antoine de Chauveron (1519-1597), seigneur de Jourgnac[4] et de Firbeix[1]. Il épouse Jacquette d'Espinay.
          - (1) Roland de Chauveron, baron de Benquet, épouse Anne Renée de Benquet
            - Jacques de Chauveron, seigneur de Jourgnac, épouse Galiane de Gentil de La Jonchapt
              - Philippe de Chauveron, seigneur du Châtelard, épouse Jeanne de Magnac.
                - Jean Baptiste de Chauveron, seigneur de Jourgnac, épouse Marie Donnet
                  - François de Chauveron (1691-1753), seigneur de Jourgnac, épouse Henriette Françoise de Ribeyreys.
                    - Simon François de Chauveron (1723-1799), exempt des Gardes du Corps, épouse Jeanne Lagorce.
                      - Louis Philibert de Chauveron, chevalier du Lys (1791-1858), avocat et jurisconsulte à Brive, maire de Saint-Solve (1824) puis de Voutezac (1827). Il épouse Françoise Charlotte de Guillaume du Chalard
                        - Henri Louis de Chauveron (1821-1901) épouse Catherine Jeanne Marie Amélie Blanchard
                          - François de Chauveron (1854-1905) épouse Marie Eugénie Coiffard
                            - Andrée de Chauveron (1890-1965), sociétaire de la Comédie française, s.p.

                          - Jean de Chauveron (1856-1937), avocat au barreau de Paris, épouse Marguerite (Lélie) Lagorce
                            - Pierre de Chauveron (1884 Paris, 1972 Paris), avocat à la Cour, membre du conseil de l’Ordre, épouse Antoinette Guilliet
                              - Jean de Chauveron épouse Laurence Latourette
                                - Philippe de Chauveron (1965), scénariste et réalisateur
                                - Marc de Chauveron , scénariste

          - (2) Bernard de Chauveron (~1534-1599), seigneur de Dussac épouse Jacquette d'Abzac.
            - Samuel de Chauveron, épouse Anne de La Barde.
              - Philippe de Chauveron épouse Anne Joubert de La Bastide
                - François Chauveron épouse Isabeau du Mas
                  - Annet Chauveron (1659-1733) épouse Catherine Bodin
                    - François Chauveron (1686-1761) épouse Marguerite Louise Livie de Taillefer
                      - Anne François Chauveron (1725 Périgueux, 1799 Palma de Majorque), marquis de Chauveron, seigneur de la baronnie de Saint-Séverin-de-Pavancelles (Angoumois) épouse Catherine Cécile Regnauld de Saint-Laurent, dame de Saint-Laurent de Céris, dont postérité éteinte au XIXe s.

## Personnalités
Plusieurs membres de la famille sont religieux :
- deux abbés de Saint-Pierre de Preuilly ;
- trois prieures bénédictines du Clusel ;
- deux religieuses clarisses ;
- une religieuse de l'abbaye Notre-Dame de Fontevraud ;
- une religieuse bénédictine à l'abbaye de la Règle (Limoges) ;
- un chanoine de la cathédrale Saint-Front de Périgueux ;
- un curé de Saint-Paul-de-Serre (Dordogne) ;
- un aumônier du Bourbon-Infanterie (Espagne).

## Alliances
Les alliances de la famille de Chauveron sont : Abzac, Aubusson, Beauvau, Bonneval, d’Epinay, Gentil de Lajonchat, Gontaut-Biron, Hélie de Pompadour, Joubert de La Bastide, Lentilhac, Magnac, Pierrebuffière, Regnault de La Soudière, Ribeyreys, Rocquart, Ségur, Tournemire.

## Armes
Les armes de la famille, attestées dès 1378, se blasonnent ainsi : d’argent au pal bandé d’or et de sable de six pièces.

## Décorations et distinctions
Les membres de la famille ont reçu les décorations suivantes : ordre du Porc-Épic dit du Camail (1439), ordre du roi ou de Saint-Michel, ordre royal et militaire de Saint-Louis, honneurs de la Cour (1777 et 1784), décoration du Lys, ordre national de la Légion d'honneur.

## Pour approfondir